# Maskaypacha

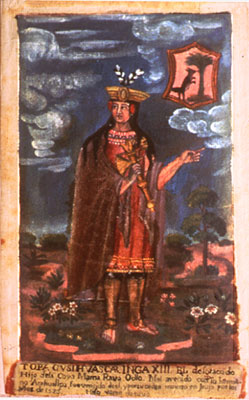
A Huáscar által használt maskaypacha.

A Maskaypacha vagy Mascapaicha (kecsua nyelven: „Maskhay”, keresés és „Pacha”, tér vagy idő) Cusco uralkodójának, majd később (Pachacútec-től kezdve)Tawantinsuyu császárának, más néven az inkák birodalmának uralkodói koronája volt. Max Uhle, német régész szerint a paicha szó jelentése „bojt”, a masca pedig egy Manco Cápac uralma alatt élő ősi kecsua népcsoport nevéből származhat, ami azt jelenti, hogy ezt a jelvényt az inka birodalom megalakulása óta használták.

## Leírás

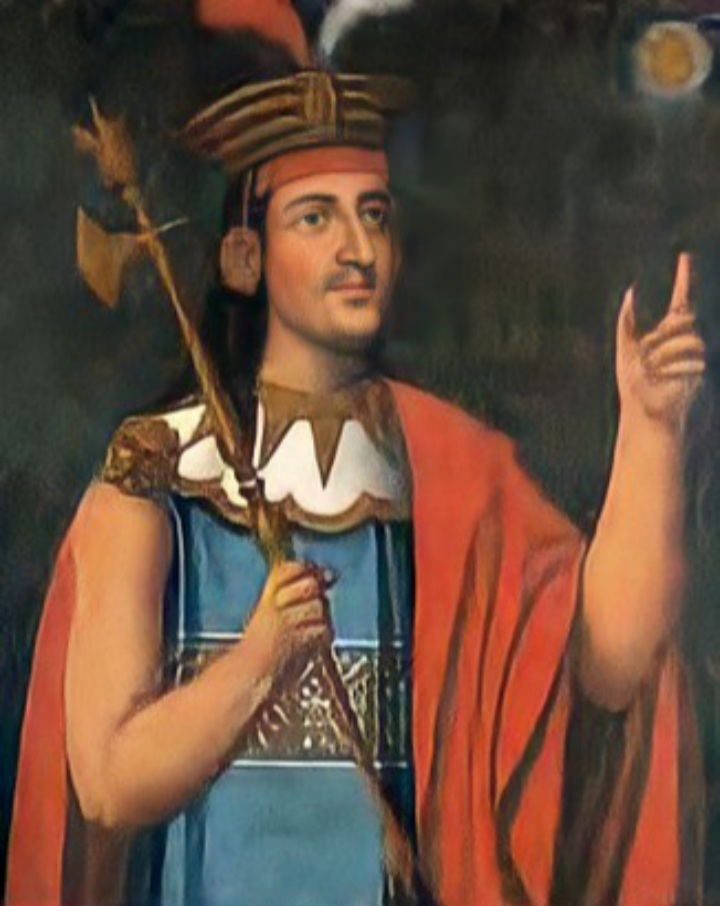
Manco Capac portréja Mascapaichát viselve.

A Maskaypacha a birodalom jelképe volt, egy sokszínű fonatokból készült korona, amelyről lógott a latu, a legfinomabb vörös gyapjúból készült rojt, amelyek aranypántokhoz voltak rögzítve. Arany szálakkal és két vagy három,függőlegesen felállított hegyi karakara tollal díszítették, amely az inkák számára szent madár volt (spanyol megnevezése corequenque). Ez volt az inkák birodalmában a legfőbb politikai hatalom jelképe. A spanyol források a fejdísz három változatát írják le: 
- piros és kék llautu az uralkodó inkának,
- piros és sárga llautu a panacának
- fekete llautu az alacsonyabb rangú inkáknak, például a különféle helyi uralkodóknak és nemeseknek.

Az aclla papnők kicsi, sárga és piros rojtokat készítettek, amelyeket paichának neveztek, és egy karnyújtásnyi hosszúságú vékony zsinórra varrtak. A llauto fejdísz használatának joga tehát kizárólag a nemeseket illette. Montesinos krónikás szerint Inca Roca a saját maskaypacha-ján kék rojtot viselt, amelynek kék és bíbor színű szalagja a homlokára hullott. Bizonyos szertartásokon a Sapa Inka a kezében tartotta a mascaipachát, miközben háborús fejdíszt (tollakkal díszített sisakot) viselt. A mascapaicha jellemzője volt, hogy minden inkai császárnak egyedi formát készítettek.

## Használata
Csak a sapa inka viselhette a mascapaichát, amelyet a birodalom főpapja, a Willak Uma adományozott neki. A koronázási szertartást akkor tartották, amikor az előző Sapa Inka meghalt, és a trónörökösnek (auqui) át kellett vennie az új uralkodó funkcióit. Ismert továbbá, hogy Inti leszármazottaiként az uralkodók naptárat vezettek, hogy tudják, mely napokon kell ünnepségeket és áldozatokat tartani.
Mivel az inkák civilizációja kezdetben csak Cuzco városában létezett, a maskaypacha a város és annak területe feletti uralmat jelképezte. Miután e kultúra hatása több területre és népcsoportra is kiterjedt, a fejdísz a birodalom uralmának jelképe lett.
Használata uralkodói jelképként 1438-tól igazolható Sinchi Roca-tól kezdve. Ezt követően a következő uralkodók is átvették a használatát. Az inka birodalom uralkodóit, mint Huáscar, Huayna Cápac és Túpac Yupanqui ugyanazon koronázási szertartás keretében, és ugyanolyan uralkodói jelképekkel koronáztak meg. A hagyományt Atahualpa szakította meg, aki nem volt közvetlen leszármazottja az inkák dinasztiájának. Atahualpa volt az utolsó inka uralkodó, aki viselte a mascapaichát.
Használata folytatódott a perui alkirályság idején is, az inkák nemességét, különösen az inkák királyi zászlósát jelölve a Cuzco városában tartott felvonulásokon és körmenetek során.

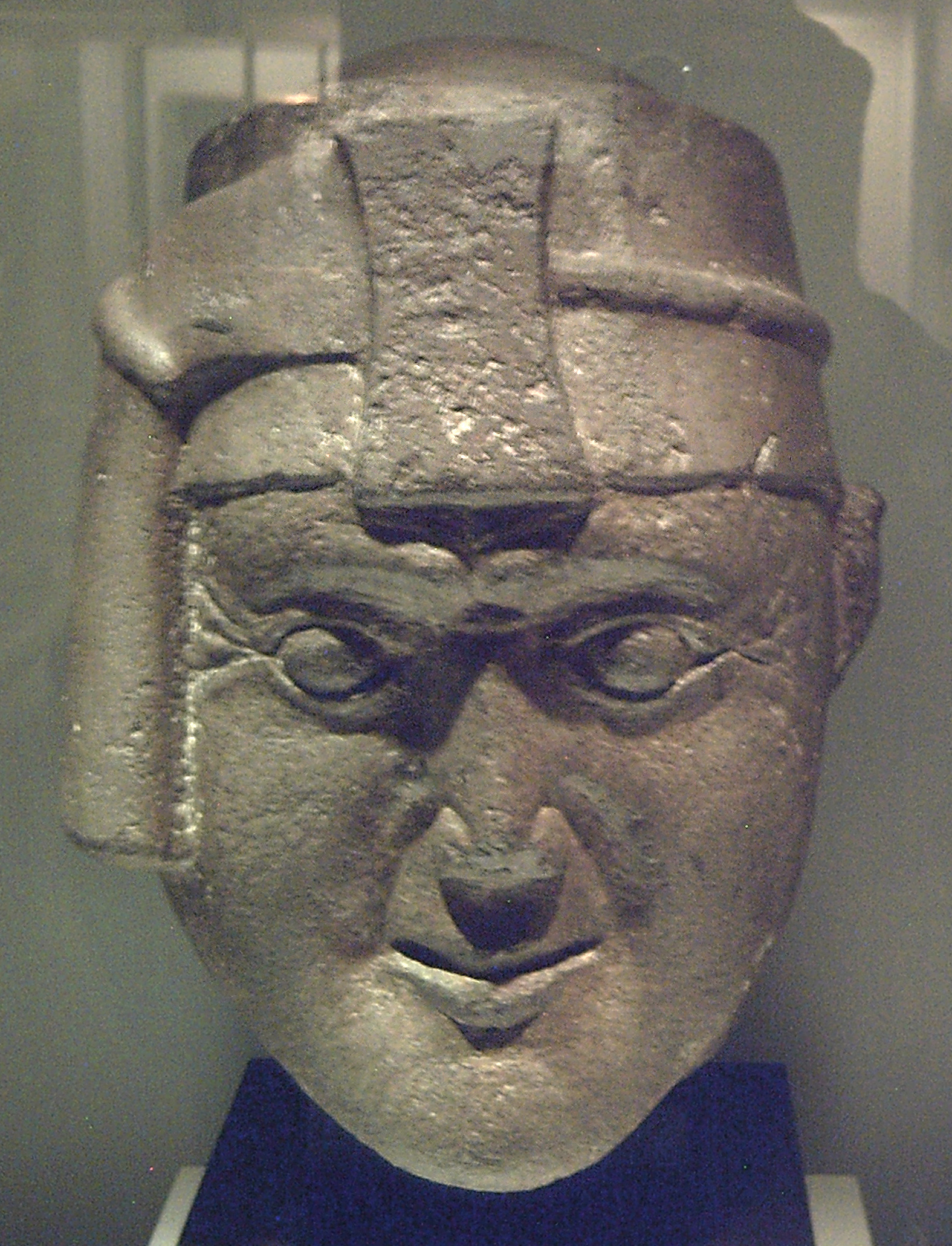
Inka kőfej llawthu-val és mascapaicha-val. Úgy gondolják, hogy ez a nyolcadik inka uralkodó, Viracocha ábrázolása. Amerikai Múzeum, Madrid.

## Fordítás
- Ez a szócikk részben vagy egészben  a   Mascapaicha című spanyol Wikipédia-szócikk ezen változatának fordításán alapul.  Az eredeti cikk szerkesztőit annak laptörténete sorolja fel. Ez a jelzés csupán a megfogalmazás eredetét és a szerzői jogokat jelzi, nem szolgál a cikkben szereplő információk forrásmegjelöléseként.
- Ez a szócikk részben vagy egészben  a   Mascapaicha című angol Wikipédia-szócikk ezen változatának fordításán alapul.  Az eredeti cikk szerkesztőit annak laptörténete sorolja fel. Ez a jelzés csupán a megfogalmazás eredetét és a szerzői jogokat jelzi, nem szolgál a cikkben szereplő információk forrásmegjelöléseként.